# 구마토리역
구마토리역(일본어: 熊取駅, くまとりえき 쿠마토리에키[*])은 일본 오사카부 센난군 구마토리정에 위치한 서일본 여객철도의 역이다. 일부는 이즈미사노시에 걸쳐있다.

## 역 구조
섬식 승강장으로 2면 4선의 교상역이며 개찰구는 1개소뿐이다. 모든 보통 및 쾌속 열차가 정차하며 특급의 통과를 위한 신호 대기도 존재한다. 그 중에는 간쿠·기슈지 쾌속이 특급 하루카 호에게 추월당하거나 쾌속과 보통 열차의 완급 접속이 이루어지는 경우도 있다. 또, 구마토리 행 열차의 회차도 설정되어 있다.
이코카 및 제휴 교통카드의 사용이 가능하다.

### 승강장
| 1     | ■ 한와 선 | 하행 | 간사이 공항 · 와카야마 방면            |
| 1     | ■ 한와 선 | 상행 | 오토리역 · 덴노지 · 오사카 방면 (일부) |
| 2     | ■ 한와 선 | 하행 | 간사이 공항・와카야마 방면             |
| 3 · 4 | ■ 한와 선 | 상행 | 오토리 · 덴노지 · 오사카 방면          |

## 역사
- 1930년 6월 16일: 이즈미후추 ~ 히가시와카야마 간의 노선 신설에 따라 개업하였다.
- 1940년 12월 1일: 회사 간 인수 합병에 따라 난카이 전기 철도 야마노테 선의 소속이 되었다.
- 1944년 5월 1일: 국유화에 따라 일본국유철도의 소속이 되었다.
- 1987년 4월 1일: 민영화에 따라 서일본 여객철도의 소속이 되었다.
- 2003년 11월 1일: 이코카의 사용이 개시되었다.

## 인접정차역
| 서일본 여객철도 한와 선                                          | 서일본 여객철도 한와 선 | 서일본 여객철도 한와 선          |
| ---------------------------------------------------------------- | ----------------------- | -------------------------------- |
| 이즈미후추 덴노지 방면                                           | ■ 한와 선 한와 라이너   | 이즈미스나가와 와카야마 방면     |
| 히가시키시와다 덴노지 방면                                       | ■ 한와 선 쾌속·구간쾌속 | 히네노 간사이 공항·와카야마 방면 |
| 히가시사노 덴노지 방면                                           | ■ 한와 선 보통          | 히네노 와카야마 방면             |
| 쾌속·구간쾌속에는 간쿠·기슈지 쾌속, 직통 쾌속, B쾌속도 포함된다. |                         |                                  |